# Journey to the Mountain of Forever
Journey to the Mountain of Forever ist ein Jazzalbum von Binker Golding und Moses Boyd, die hier als Binker and Moses firmieren. Die am 21. und 22. Juli 2016 ohne Überspielungen in Mark Ronsons Zelig Studio in London entstandenen Aufnahmen erschienen 2017 auf Gearbox Records.

## Hintergrund
Journey to the Mountain of Forever war das zweite Album des Duos Binker and Moses nach ihrem Debütalbum Dem Ones (2015). Während der erste Teil des Doppelalbums im Duo eingespielt wurde, kamen im zweiten Teil (The Realms of the Infinite) Gäste hinzu; zur erweiterten Besetzung der Formation gehören der Free-Jazz-Pionier Evan Parker, der Trompeter Byron Wallen und die Harfenistin Tori Handsley, des Weiteren Sarathy Korwar (Tablas) und Yussef Dayes am Schlagzeug.

## Titelliste
- Binker ∞ Moses – Journey to the Mountain of Forever (Gearbox Records GB1537OBI)[1]

A1: The Departure (Binker Golding, Moses Boyd) 7:23

A2: Intoxication from the Jahvmonishi Leaves (Binker Golding, Moses Boyd) 6:24

A3: Fete by the River (Binker Golding, Moses Boyd) 5:23

B1: Trees on Fire (Binker Golding, Moses Boyd) 6:43

B2: The Shaman’s Chant (Binker Golding, Moses Boyd) 5:43

B3: Leaving the Now Behind (Binker Golding, Moses Boyd) 7:01

C1: The Valley of the Ultra Blacks (Binker Golding, Evan Parker, Moses Boyd, Sarathy Korwar, Yussef Dayes) 3:55

C2: Gifts from the Vibrations of Light (Binker Golding, Moses Boyd, Sarathy Korwar, Tori Handsley) 5:17

C3: Mysteries and Revelations (Binker Golding, Evan Parker, Moses Boyd) 5:14

C4: Ritual of the Root (Binker Golding, Byron Wallen, Moses Boyd) 3:05

C5: The Voice of Besbunu (Binker Golding, Evan Parker) 2:35

D1: Echoes from the Other Side of the Mountain (Binker Golding, Moses Boyd, Sarathy Korwar, Tori Handsley) 4:32

D2: Reverse Genesis (Binker Golding, Evan Parker, Moses Boyd) 5:56

D3: Entering the Infinite (Binker Golding, Byron Wallen, Moses Boyd) 3:14

D4: At the Feet of the Mountain of Forever (Binker Golding, Moses Boyd, Sarathy Korwar, Tori Handsley) 8:53

## Rezeption

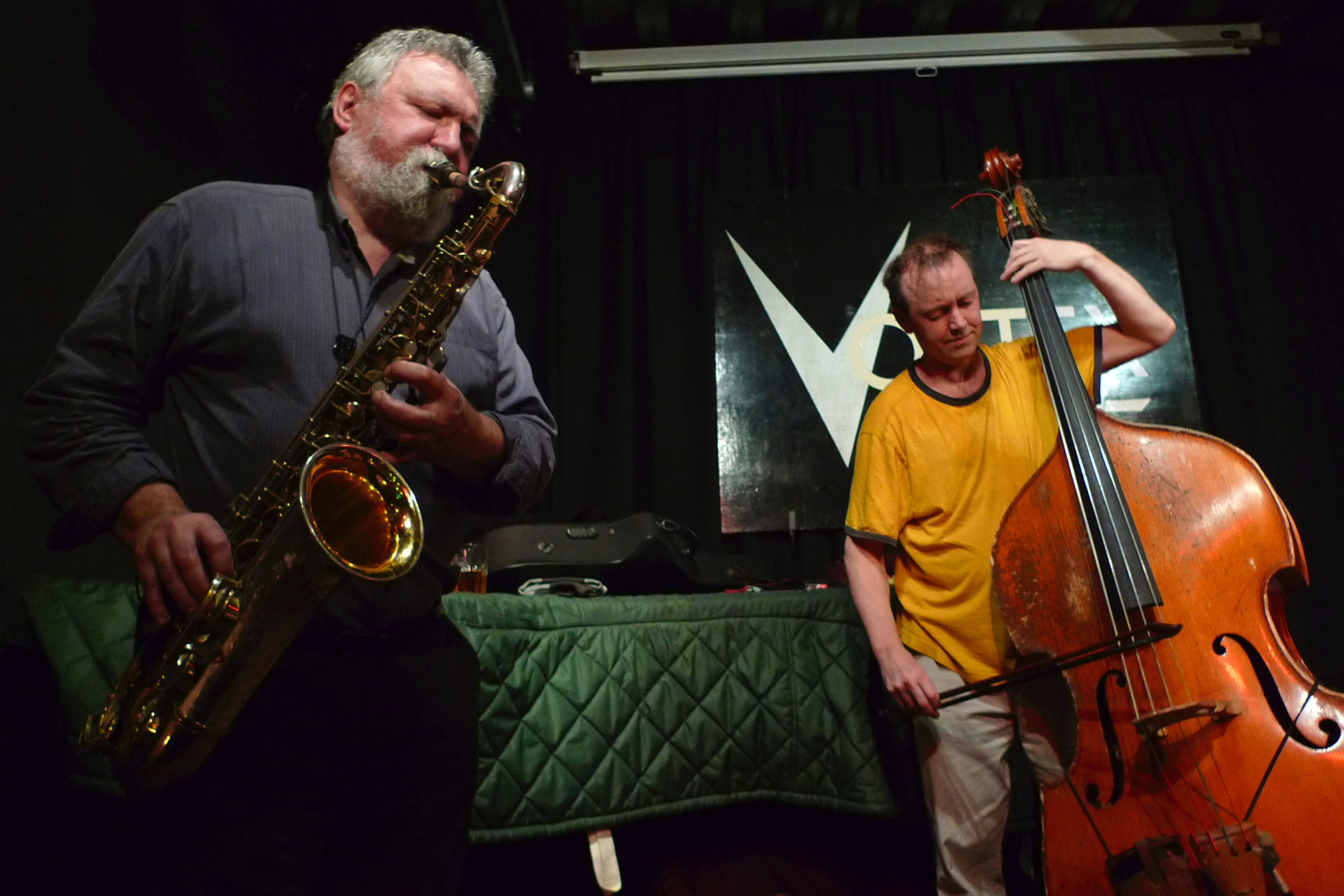
Evan Parker (2011, am Bass John Edwards)

Nach Ansicht von Bruce Lindsey, der das Album in All About Jazz rezensierte, erinnere das Album rein äußerlich an den Progressive Rock: Das Coverdesign habe eine enge Beziehung zu Houses of the Holy von Led Zeppelin (eine Illustration auf der Innenhülle zeige zudem eine Figur in einem Led-Zeppelin-Tour-T-Shirt) und die Titel der Stücke könnten auch von Yes stammen. Es sei jedoch ein hervorragendes Jazzalbum. So zeige das Duo bereits in den ersten drei Titeln des Doppelalbums eine beneidenswerte Bandbreite an musikalischer Kreativität. Die Gastmusiker, darunter der legendäre Free-Jazz-Saxophonist Evan Parker, sorgten auf Journey to the Mountain of Forever für reichlich klangliche Abwechslung. Binker und Moses blieben jedoch im Mittelpunkt des Geschehens und würden sich von der Anwesenheit erfahrener Improvisatoren wie Parker und Trompeter Byron Wallen nicht einschüchtern lassen. Die kreative Bandbreite des Duos zeige sich hier ebenso – „Gifts from the Vibrations of Light“ vereine Geheimnis und Anmut, dank der Beiträge der Harfenistin Tori Handsley und des Tabla-Spielers Sarathy Korwar. Golding und Parker huschten in „The Voice of Besbunu“ umeinander herum. Für die meisten jungen Musiker wäre ein Doppelalbum ein Schritt zu weit, aber Journey to the Mountain of Forever würde überraschen und die Hörer immer wieder erfreuen.
Das Album habe zwar einen unheilvollen Titel (eine Hommage an den Spiritual Jazz der 1960er-Jahre von John Coltrane), aber das zweite Album der preisgekrönten jungen Londoner Saxophon- und Schlagzeug-Paarung Binker Golding und Moses Boyd sei das genaue Gegenteil davon: Es sei der verführerische Klang temperamentvoller Improvisatoren, die sich austobten, urteilte John Fordham im Guardian. Ihr „Duolog“ enthalte gefühlvolle Predigten auf dem Tenorsaxophon plus erdig-funkiges Schlagzeugspiel, das Jazz, Hip-Hop und Grime vereine. Die Tracks des Duos würden gekonnt dunkle, klassische Coltrane-Verzückungen, ansteckende Hook-Roots-Rocker und Sonny-Rollins-artige Calypsos („Fete by the River“) mischen. Die größere Gruppe schaffe spannende Rhythmustexturen, die aus Parkers nahtlosen Sopranlinien und dem Geplapper von Snaredrums und Tablas verschmelzen; es gebe atmosphärische, gitarrenartige Harfenfiguren und dramatisch spontane Kämpfe zwischen Golding und Parker. Diese Produktion ohne Schnickschnack und ohne Bearbeitung trage nur zur strahlenden Unmittelbarkeit bei.
Journey to the Mountain of Forever wurde bei den britischen MOBO Awards 2017 als „Urban Album“ ausgezeichnet.